# 좀리피아
좀리피아(-lippia, 학명: Lippia micromera 리피아 미크로메라[*])는 마편초과의 여러해살이풀이다. 도미니카오레가노(스페인어: orégano dominicano)나 자메이카오레가노(영어: Jamaican oregano)로도 알려져 있으나, 꿀풀과의 오레가노와는 다른 식물이다.

## 분포
아메리카에 분포한다. 원산지는 중앙아메리카(니카라과, 온두라스, 코스타리카), 카리브(도미니카 공화국, 아이티, 쿠바, 트리니다드 토바고, 푸에르토리코)와 남아메리카 북부(가이아나, 베네수엘라, 콜롬비아)이다.